# المركز الوطني لتخطيط استخدامات أراضي الدولة (مصر)
المركز الوطني لتخطيط استخدامات أراضي الدولة هو مركز حكومي مصري له شخصية اعتبارية يتبع رئيس مجلس الوزراء، أنشئ بموجب قرار رئيس الجمهورية رقم 153 لسنة 2001.

## مهام وإختصاصات المركز
1. حصر وتقويم أراضي الدولة خارج الزمام وإعداد التخطيط العام لتنميتها وإستخداماتها في إطار السياسة العامه للدولة.
2. إعداد خرائط إستخدامات أراضى الدولة خارج الزمام في جميع الأغراض بعد التنسيق مع وزارة الدفاع.
3. تسليم كل وزارة خريطة الأراضي المخصصة لإستخدامات أنشطتها والتي سيكون لها وحدها السلطة الكاملة في التخصيص والإشراف علي الاستخدام والتنمية والتصرف.
4. حصر البرامج السنوية لتنمية وإستخدامات الأراضي لكل وزارة وموازنة الإيرادات والمصروفات في التنمية.
5. التنسيق بين الوزارات فيما يتعلق بقواعد تسعير الأراضي ونظام بيعها وتحصيل قيمتها وتنظيم حمايتها.
6. التأكد من حصول الخزانة العامة للدولة علي الدخل الصافي من تنمية الأراضي التي خصصت لكل وزارة.
7. التنسيق مع وزارة الدفاع بشأن الإستخدامات المختلفة الأراضى خارج الزمام بما لايتعارض مع خطط الدفاع عن الدولة.
8. الاشتراك في اختيار وتحديد المواقع اللازمة للمشروعات الرئيسية الجديدة بالدولة (الطرق- خطوط السكك الحديدية -الموانى والمطارات- المناطق الاقتصادية.. وغيرها).
9. إعداد الدراسات الخاصة بأراضى الدولة خارج الزمام الغير محدد لها اوجه استخدام والتنسيق بين أجهزة الدولة بشأن إستخدامات هذة المواقع.
10. الاحتفاظ بجميع البيانات الخاصة بأراضى الدولة خارج الزمام وما يخصص منها لكل وزارة والإستخدامات السنوية لهذه الأراضى وما يتبقى منها دون استخدام.
11. اعداد الخرائط التفصيلية لتخطيط إستخدامات أراضى الدولة خارج الزمام من واقع خريطة التخطيط العام.
12. توثيق حدود كردونات المدن والقرى وأعداد الدراسات الخاصة بتوسيعاتها أو تعديلها سواء للمحافظات التي ليس لها ظهير صحراوى.
13. ابداء الراى في طلبات الوزارات وأجهزة الدولة المختلفة لتعديل إستخدامات الأراضى التي سبق تخصيصها أو بتخصيص وإضافة أراضى جديدة لها.
14. معاونة الجهات المختصة بالدولة لتنفيذ السجل العيني.
15. أبداء الراى في الخلاف بين الوزارات والهيئات العامة ووحدات الإدارة المحلية أو بين هذه الجهات وبعض بينها وبين الأفراد حول تحديد الجهة المختصة بادارة واستغلال والتصرف في أية أراضى مخصصة لهذه الجهات خارج الزمام.
16. إجراء الداراسات والبحوث الفنية والبيئية اللازمة لإستخدامات أراضى الدولة خارج الزمام بالتنسيق مع الوزارات والجهات المعنية بالدولة.

## وصلات خارجية
- http://www.ncpslu.gov.eg/mainP.aspx